# Masacre en el monasterio jesuita de la calle Rakowiecka en Varsovia

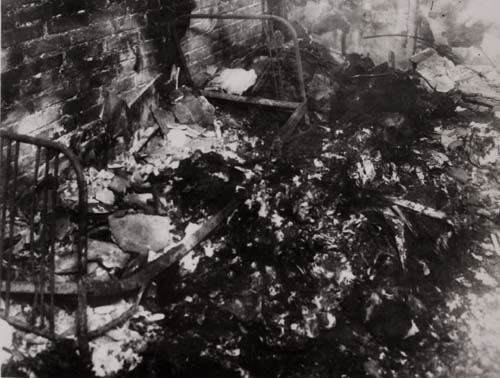
El lugar del crimen. Foto de 1945

Masacre en el monasterio jesuita de la calle Rakowiecka en Varsovia - asesinato en masa llevado a cabo por los alemanes en el segundo día del Levantamiento de Varsovia contra varias docenas de polacos que se alojaban en el monasterio jesuita en el distrito de Mokotów en Varsovia. El 2 de agosto de 1944, en la Casa Jesuita de Escritores en la calle Rakowiecka 61, los soldados de las SS asesinaron a casi 40 personas, incluyendo 8 sacerdotes y 8 hermanos de la Compañía de Jesús, así como a más de 20 laicos (incluyendo al menos 8 mujeres y un niño de 10 años).

## Monasterio durante la hora W
Cuando estalló el Levantamiento de Varsovia, el monasterio jesuita se encontró en una posición particularmente desfavorable, ya que la calle Rakowiecka, donde se encontraba, era uno de los centros más importantes de la resistencia alemana en Mokotów. En la cercanía del monasterio, había fuerzas de ocupación, incluyendo el poderoso cuartel de las SS en la calle Rakowiecka 4 (SS-Stauferkaserne), el cuartel de aviadores en la entrada de la calle Puławska (Flakkaserne), el edificio de la SGGW, el Pole Mokotowskie (baterías de artillería antiaérea), la Escuela Wawelberg y Fort Mokotów.
El 1 de agosto de 1944, los soldados de Armia Krajowa (Distrito V de Armia Krajowa Mokotów) atacaron posiciones alemanas a lo largo de la calle Rakowiecka. Ese día el monasterio no fue incluido en la lucha. Debido a los disparos en las calles, una docena de civiles se escondieron en la Casa de Escritores, a los que el estallido de los combates impidió regresar a sus hogares (incluido un monaguillo de 10 años, Zbyszek Mikołajczyk). En la noche del 1 de agosto, el monasterio estaba habitado por unas 50 personas: 25 monjes, 12 laicos residentes de la Casa de Escritores y una varias de personas al azar que buscaban refugio allí.

## Intrusión alemana

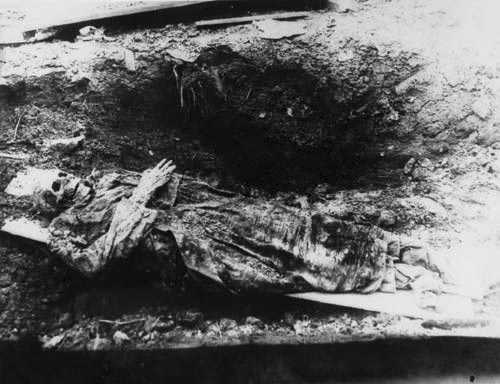
El cuerpo del Padre Kosibowicz exhumado en 1945

La paz no duró mucho. En la mañana del 2 de agosto, el monasterio fue tiroteado por cañones antiaéreos alemanes desde el cercano Pole Mokotowskie. Los disparos no causaron víctimas, pero pronto una unidad de 20 soldados de las SS invadió la Casa de Escritores, probablemente enviada desde la cercana Stauferkaserne. Los oficiales de las SS acusaron a los polacos que estaban en el monasterio de disparar a los soldados alemanes desde el edificio. Después de una búsqueda superficial, que no condujo a encontrar ninguna prueba que apoyara estas acusaciones, los alemanes condujeron al superior del monasterio padre, Edward Kosibowicz, fuera del edificio, supuestamente para dar explicaciones adicionales en el mando. De hecho, fue asesinado con un disparo en la nuca en Pole Mokotowskie.
Al mismo tiempo, los alemanes reunían a los demás miembros de la familia en una sala de calderas de calefacción central, situada en el sótano del monasterio. Los intentos de establecer contacto con los soldados de las SS y alegrar la situación, que intentaban hacer los monjes que hablaban alemán, terminaron en fracaso.

## Masacre
Después de algún tiempo, los alemanes empezaron a sacar a los residentes de las casas de la sala de calderas uno por uno. Después de robarles valiosos objetos personales, todos fueron llevados a una pequeña habitación, que entonces había sido ocupada por el cochero del monasterio. Cuando todos los polacos se reunieron en el sótano, los alemanes abrieron fuego con ametralladoras y les lanzaron granadas. Entonces, la matanza metódica de los heridos duró muchas horas. Los testigos declararon que los soldados de las SS estaban acompañados por un niño de 10 años de una familia alemana, que les señaló a los polacos que todavía daban señales de vida.
"Un niño de una familia alemana, que se involucró a los soldados de las SS y les sigue por todos los lados, entra en la habitación . Su voz infantil se oye de vez en cuando. "Achtung! Der lebt noch! O hier, hier, er atmet noch! El movimiento de sus manos es seguido por los hombres de las SS, y luego una serie acompañada de risas de un niño y aplausos en la mano."
Después de que los torturadores abandonaron el sitio, catorce personas lograron liberarse de una pila de cadáveres, la mayoría de ellas heridas. Nueve sobrevivientes se escondieron en la sala de calderas detrás de las pilas de carbón. Otros se escondieron en la cocina del monasterio detrás de las sagas de leña almacenadas en invierno. Poco después de su huida, los alemanes volvieron a echarles gasolina y prendieron fuego a una pila de varias docenas de cadáveres. Junto con los muertos, los polacos gravemente heridos, que aún se encontraban en el lugar de la masacre, ardían vivos en ese momento.
La última víctima de la masacre fue un capellán insurgente, el padre Franciszek Szymaniak SJ. Inconsciente de la tragedia, llegó a la Casa de Escritores por hostias consagradas y fue asesinado a tiros en la capilla del monasterio.
El 2 de agosto de 1944, en la Casa de Escritores en la calle Rakowiecka 61, los alemanes asesinaron a un total de unas 40 personas, entre ellas 8 sacerdotes y 8 hermanos de la Compañía de Jesús (sin contar al P. Kosibowicz) y más de 20 laicos (entre ellos al menos 8 mujeres y un niño de 10 años). No es posible determinar el número exacto de víctimas, ya que sólo se conocen los nombres de 32 víctimas de la masacre.
"El coronel retirado Zołoteńko me dijo (...) que después de la ejecución en el monasterio le preguntó a uno de los alemanes qué había pasado con los sacerdotes del monasterio, y especialmente con el superior de la casa, a lo que recibió una respuesta en alemán: "Todos asesinados, dispararé a cada sacerdote de esta manera" - el testimonio del Padre Aleksander Kisiel.

## La huida de los sobrevivientes
Después del crimen, los alemanes saquearon y devastaron el monasterio, prendiendo fuego a muchas partes del edificio. No lograron descubrir a los polacos que sobrevivieron a la masacre. Durante la noche del 2 al 3 de agosto, cinco personas escondidas en la cocina decidieron escapar del edificio. Después de la separación de los cuatro monjes y las numerosas peripecias, los cuatro frailes lograron llegar a un lugar seguro. Se desconoce el destino de la quinta persona, una mujer no identificada que regresó a Mokotów en busca de los niños que habían quedado en casa. El padre Jan Rosiak, que formaba parte del grupo de refugiados, afirmaba que la mujer sobrevivió al levantamiento.
Los polacos escondidos en la sala de calderas, por otro lado, lograron notificar a los residentes de las casas vecinas sobre su situación después de dos días. El 5 de agosto, las enfermeras del hospital insurgente les evacuaron del monasterio y les trasladaron al área ocupada por los insurgentes.

## Memoria

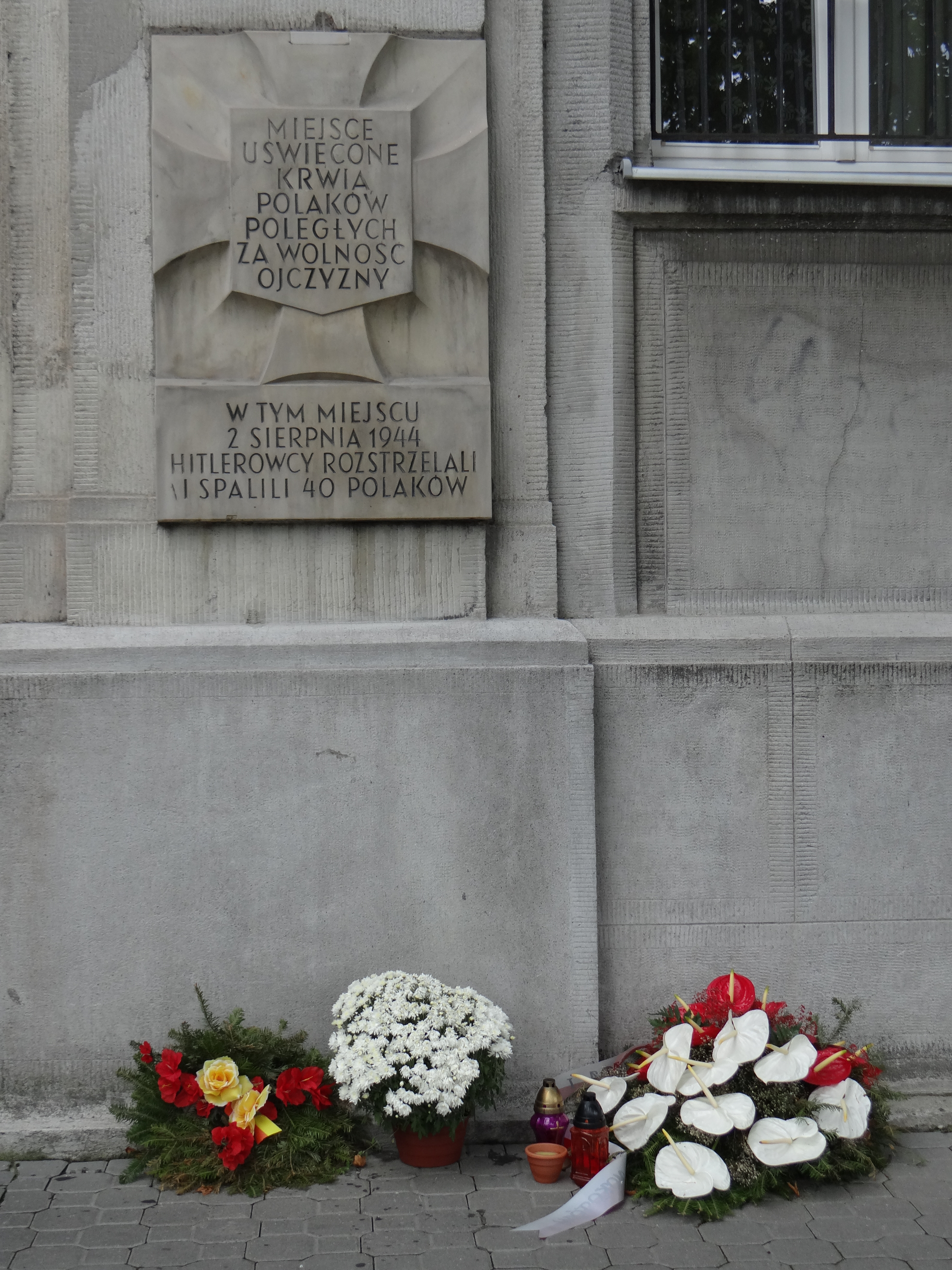
Una placa conmemorativa en la pared de la antigua Casa de Escritores (ahora Collegium Bobolanum)

Después de algún tiempo, un jesuita, el padre de Bruno Pawelczyk, llegó a la escena del crimen. Cuando estalló el levantamiento, estaba fuera del monasterio, pero después de algún tiempo fue capturado por los alemanes y colocado en una prisión situada en el cuartel de Stauferkaserne. Al enterarse de la suerte de sus compañeros, Pawelczyk trató de unirse a un comando sanitario formado por prisioneros, que se ocupaba del entierro de los asesinados y de los difuntos. Cuando el comando llegó a Rakowiecka 61, convenció a sus compañeros de que en lugar de cargar los cuerpos y enterrarlos, era mejor emparedarlos en la habitación donde tuvo lugar la ejecución. Esto más tarde facilitó la búsqueda y exhumación de cadáveres.
Después de la guerra, los restos de las víctimas de la masacre fueron colocados en cuatro ataúdes. Los cuerpos exhumados del padre Kosibowicz y del padre Leonard Hrynaszkiewicz (un jesuita asesinado en la Ciudad Nueva) también fueron colocados en ataúdes separados. Los seis ataúdes fueron enterrados bajo el suelo de la sala en la que tuvo lugar la masacre, y la sala fue convertida en capilla. Era visitada regularmente por los peregrinos que se dirigían al santuario de San Andrés Bobola.
La tragedia también se conmemora con dos placas conmemorativas: una placa independiente junto a la valla del santuario en la calle Rakowiecka y una placa según el diseño de Karol Tchorek en la pared del Collegium Bobolanum (en la calle Bobola).
El 17 de septiembre de 2003, el obispo de Pelplin, Jan Bernard Szlaga, abrió el proceso de beatificación de un grupo de 122 víctimas polacas del hitlerismo. Entre ellos, uno de los jesuitas asesinado el 2 de agosto de 1944 en la Casa de Escritores de la calle Rakowiecka - padre Władysław Wiącek.
Ese mismo año se publicó un libro titulado Masakra w klasztorze (en español, Masacre en el monasterio) (Editorial Rhetos, Varsovia 2003), editado por padre Felicjan Paluszkiewicz SJ, que contiene una descripción exacta de los trágicos acontecimientos que tuvieron lugar en la Casa de Escritores en el verano de 1944, incluyendo las memorias y testimonios de los sobrevivientes de la masacre. Un año más tarde, sobre la base de este libro, se realizó un largometraje documental de cuarenta minutos de Krzysztof Żurowski del mismo título, cuyo estreno tuvo lugar el 2 de agosto de 2004, en el 60.º aniversario del crimen.

## Comentarios
1. ↑  Desde los primeros minutos del Levantamiento, los alemanes abrieron fuego a todos los polacos a la vista.
2. ↑  Se les unió un hombre que, incluso antes de que comenzara la masacre, logró escapar de los alemanes y refugiarse en la sala de calderas.